# L'Autorité
Pour les articles homonymes, voir Autorité (homonymie).
L’Autorité est un journal politique français, de tendance bonapartiste, qui a paru entre 1886 et 1914.

## Histoire
Le 28 novembre 1885, Albert de Loqueyssie, nouveau propriétaire du Pays, congédie le rédacteur en chef de ce journal, l'homme politique et polémiste bonapartiste Paul de Cassagnac. Cette rupture couvait depuis le passage du Pays entre les mains de Loqueyssie, ce dernier étant un « jérômiste », c'est-à-dire un bonapartiste de gauche, tandis que Cassagnac est un partisan du bonapartisme autoritaire alors incarné par le prince Victor.
Le 25 février suivant, Cassagnac est rejoint par plusieurs rédacteurs du Pays (dont Albert Rogat, Paul de Léoni et A. Deflou) pour lancer un nouveau quotidien intitulé L’Autorité. Il en assure la direction politique et en rédige les éditoriaux. La devise du journal, affichée en sous-titre, « Pour Dieu, pour la France ! », fait écho au catholicisme ardent de Cassagnac. Ses bureaux sont tout d'abord installés au no 10 de la rue du Faubourg-Montmartre.
Face au bonapartisme « victorien » intransigeant prôné par Le Pays sous la direction de Robert Mitchell, L’Autorité développe le « solutionnisme », concept politique inventé par Cassagnac, consistant en une politique antirépublicaine d'union des droites ouverte aussi bien aux royalistes qu'aux déçus du régime en place et dépassant la question dynastique (d'où le surnom de « n'importequisme » qui lui a été donné).
Avec son rival, Le Petit Caporal, L’Autorité est l'un des derniers journaux bonapartistes influents à l'échelle nationale. Grâce à la personnalité de son directeur, son tirage est de 25 000 exemplaires en 1898.
Au cours de l'affaire Dreyfus, le journal exprime aussi bien les doutes précoces de Cassagnac quant à la culpabilité du capitaine que la défiance de l'éditorialiste à l'encontre des dreyfusards.
Après la mort de Cassagnac, le titre survit sous la direction de ses fils, Paul-Julien et Guy de Cassagnac, jusqu'à la veille de la Première Guerre mondiale.
Une relance du titre est tentée, mais de manière non durable, en 1928-1929.

## Collaborateurs notables
- Gabriel Baume[11]
- Henri Bibert
- Paul de Cassagnac[5]
- Paul-Julien de Cassagnac[10]
- Ferdinand Daynaud[5]
- A. Deflou[5]
- Jules Delafosse[5]
- Jules Delahaye[12]
- Olivier d'Etchegoyen[13]
- André Gaucher
- Eugène Gugenheim[13]
- Hippeau[13]
- Jean Lagougine[13]
- Paul de Léoni[5]
- Léon Lobien[14],[15]
- Albert Rogat[5]
- de Vesin[13]
- Gustave Voulquin[13]